# 뷰티월드역

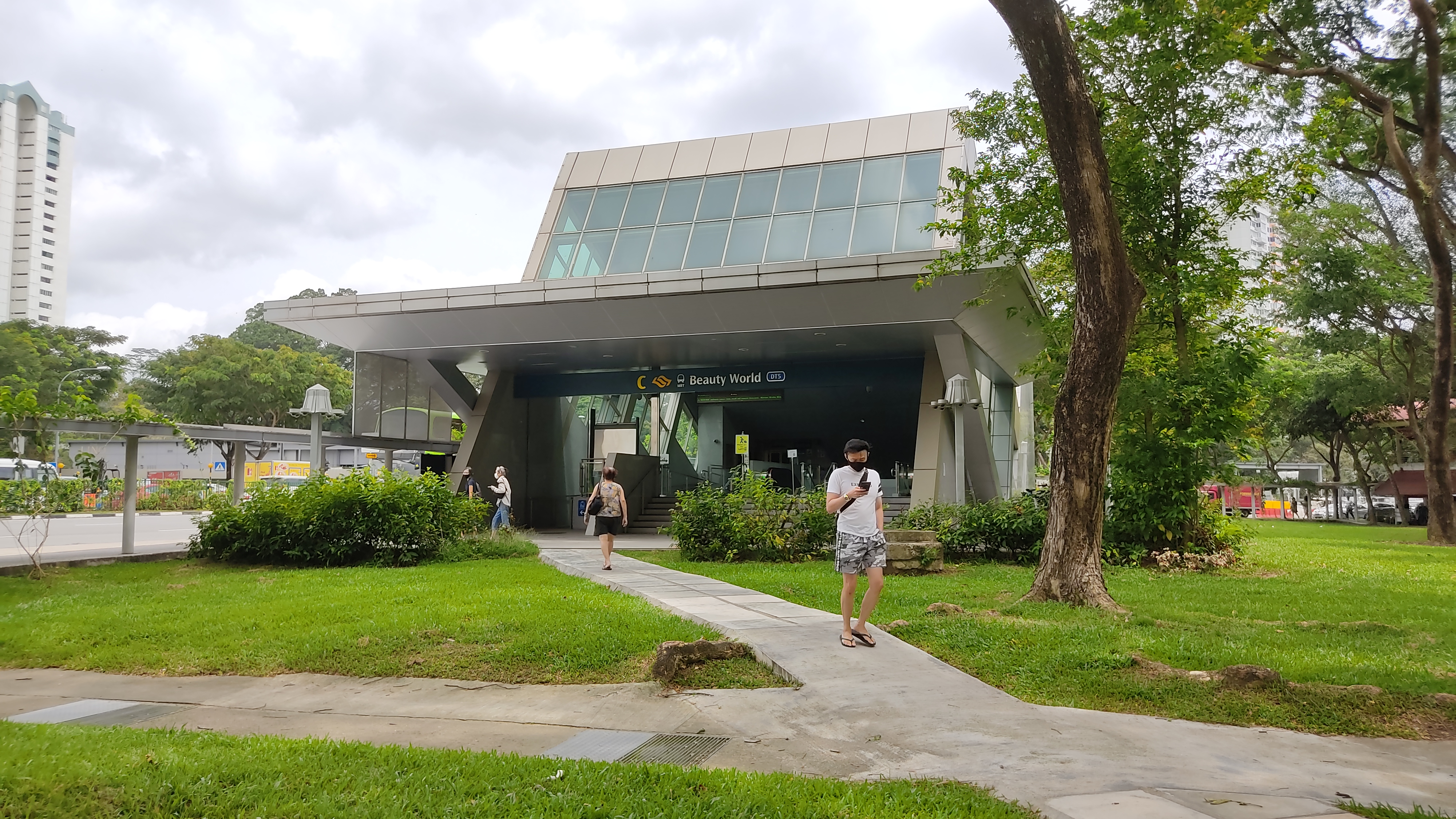

뷰티월드역(Beauty World MRT station)은 싱가포르 부킷 티마에 있는 다운타운선(DTL)의 지하철 MRT(Mass Rapid Transit) 역이다. 어퍼 부킷 티마 로드(Upper Bukit Timah Road)에 위치한 이 역은 한때 인근에 있던 놀이공원이자 시장이었던 유서 깊은 뷰티 월드 마켓(Beauty World Market)에서 이름을 따왔다. 뷰티 월드 역은 주로 잘란 주롱 케칠(Jalan Jurong Kechil)과 토이 드라이브(Toh Yi Drive)를 따라 있는 주거 단지와 뷰티 월드 센터, 뷰티 월드 플라자, 부킷 티마 쇼핑 센터를 운행한다. 또한 니앤 폴리테크닉, 페이화 장로교 초등학교, 부킷 티마 마켓 & 푸드 센터, 부킷 티마 커뮤니티 클럽, 부킷 티마 투아 펙 콩 사원 및 비 로우 시 사원까지 도보로 이동할 수 있는 거리에 있다.
이 역과 힐뷰역 사이의 선로 구간은 적어도 2025년까지 다운타운 라인의 두 MRT 역 사이에서 가장 길다. 흄역은 2019년 3월 7일에 확정되었으며 2025년까지 운영될 예정이다.